# Corchorus argillicola
Corchorus argillicola là một loài thực vật có hoa trong họ Cẩm quỳ. Loài này được Moeaha & P.J.D.Winter mô tả khoa học đầu tiên năm 2006.